# Penny McNamee
Penny Mcnamee (Sídney, Nueva Gales del Sur; 17 de marzo de 1983) es una actriz australiana, conocida por haber interpretado a Nessarose en la obra Wicked! y por dar vida a Tori Morgan en la serie Home and Away.

## Biografía
Es hija de Peter y Helen McNamee.
Tiene cuatro hermanos: Patrick McNamee, Mel McNamee, Rebecca "Bec" McNamee-Croft y la actriz Jessica McNamee.
Sus sobrinos son la actriz Teagan Croft, Sage Croft y Cooper McNamee.
Penny se comprometió con el financiero Matt Tooker, la pareja se casó en septiembre de 2009, y a principios de 2015 nació su hijo, Jack Leslie Tooker. En septiembre de 2018 Penny anunció que estaban esperando a su segundo hijo y que tenía cuatro meses. En marzo del 2019 le dieron la bienvenida a su hija, Neve Tooker.

## Carrera
En 2005 apareció en el video musical de Ben Lee de la canción "Gamble Everything For Love", el video fue dirigido por Nash Edgerton.
En 2009 interpretó a Nessarose, una joven en silla de ruedas en la obra Wicked!.
En 2010 interpretó a Hope en la miniserie The Pacific.
En 2012 interpretó a Carol en la película australiana Careless Love.
En 2013 apareció como invitada en la serie norteamericana Blue Bloods donde dio vida a Marie Grasso, ese mismo año apareció en la serie Elementary donde interpretó a Vivían Tully.
El 2 de mayo de 2016 se unió al elenco principal de la popular y exitosa serie australiana Home and Away donde interpreta a la doctora Dra. Tori Morgan, la hermana de Justin Morgan (James Stewart), Brody Morgan (Jackson Heywood), Mason Morgan (Orpheus Pledger) y media hermana de Raffy Morrison (Olivia Deeble), hasta ahora.

## Filmografía

### Series de televisión
| Año             | Título            | Personaje           | Notas                             |
| --------------- | ----------------- | ------------------- | --------------------------------- |
| 2016 - presente | Home and Away     | Dra. Tori Morgan    | 289 episodios                     |
| 2013            | Blue Bloods       | Marie Grasso        | episodio "Devil's Breath"         |
| 2013            | Elementary        | Vivían Tully        | episodio "Déjà Vu All Over Again" |
| 2010            | The Pacific       | Hope                | episodio "Melbourne"              |
| 2010            | Satisfaction      | Asistente de Tienda | episodio "Non Standard Package"   |
| 2007            | Hammer Bay        | Alice Blakely       | -                                 |
| 2007            | Falling in Lamb   | Rosemary Spriggs    | -                                 |
| 2006            | Contiki           | -                   | -                                 |
| 2006            | HeadLand          | Charlie Cooper      | 8 episodios                       |
| 2004            | All Saints        | Suzie Chambers      | episodio "Look Before You Leap"   |
| 2003            | White Collar Blue | Alicia Moore        | episodio # 2.9                    |

### Películas
| Año  | Título        | Personaje     | Notas                                                                            |
| ---- | ------------- | ------------- | -------------------------------------------------------------------------------- |
| 2013 | Monkeywrench  | Vanessa       | corto - junto a Shannon Coffey y Curt Hansen                                     |
| 2012 | Careless Love | Carol         | junto a Nammi Le, Paul O'Brien y Hugo Johnstone-Burt                             |
| 2008 | The Tourist   | Joven         | corto - junto a Matthew Jenkin                                                   |
| 2006 | See No Evil   | Melissa       | junto a Glenn Jacobs, Craig Horner, Samantha Noble y Luke Pegler                 |
| 2004 | Salem's Lot   | Ruth Crockett | junto a Rob Lowe, Chris Haywood, Bree Desborough, Brendan Cowell y Nicholas Bell |
| 2003 | Fuel          | Hitchhiker    | corto - junto a Michael Booth, Rita Kalnejais y Damon Herriman                   |

### Teatro
| Año  | Título                            | Personaje        | Director (a)  | Teatro                 | Notas                                                                    |
| ---- | --------------------------------- | ---------------- | ------------- | ---------------------- | ------------------------------------------------------------------------ |
| 2014 | Daddy Long Legs                   | Jerusha          | -             | lorida Studio Theatre  | junto a Kevin Earley                                                     |
| 2008 | Wicked!                           | Nessa Rose       | -             | The Regent Theatre     | -                                                                        |
| 2007 | Up Close & Musical                | -                | -             | Sídney Theatre Soloist | -                                                                        |
| 2005 | Hurlyburly                        | Donna            | Iain Sinclair | Stables Theatre        | junto a Alex Dimitriades y Felix Williamson                              |
| 2002 | The Witches of Eastwick (musical) | Jennifer Gabriel | James Powell  | Princess Theatre       | junto a Pippa Grandison, Sabrina Batshon, Paul McDermott y Jeremy Powell |

## Premios y nominaciones
| Año  | Categoría                        | Premio           | Obra                    | Resultado |
| ---- | -------------------------------- | ---------------- | ----------------------- | --------- |
| 2009 | Best Female in a Supporting Role | Green Room Award | Wicked!                 | Ganadora  |
| 2003 | Best Performance                 | MO Award         | The Witches of Eastwick | Nominada  |